# Zawrat Kasprowy

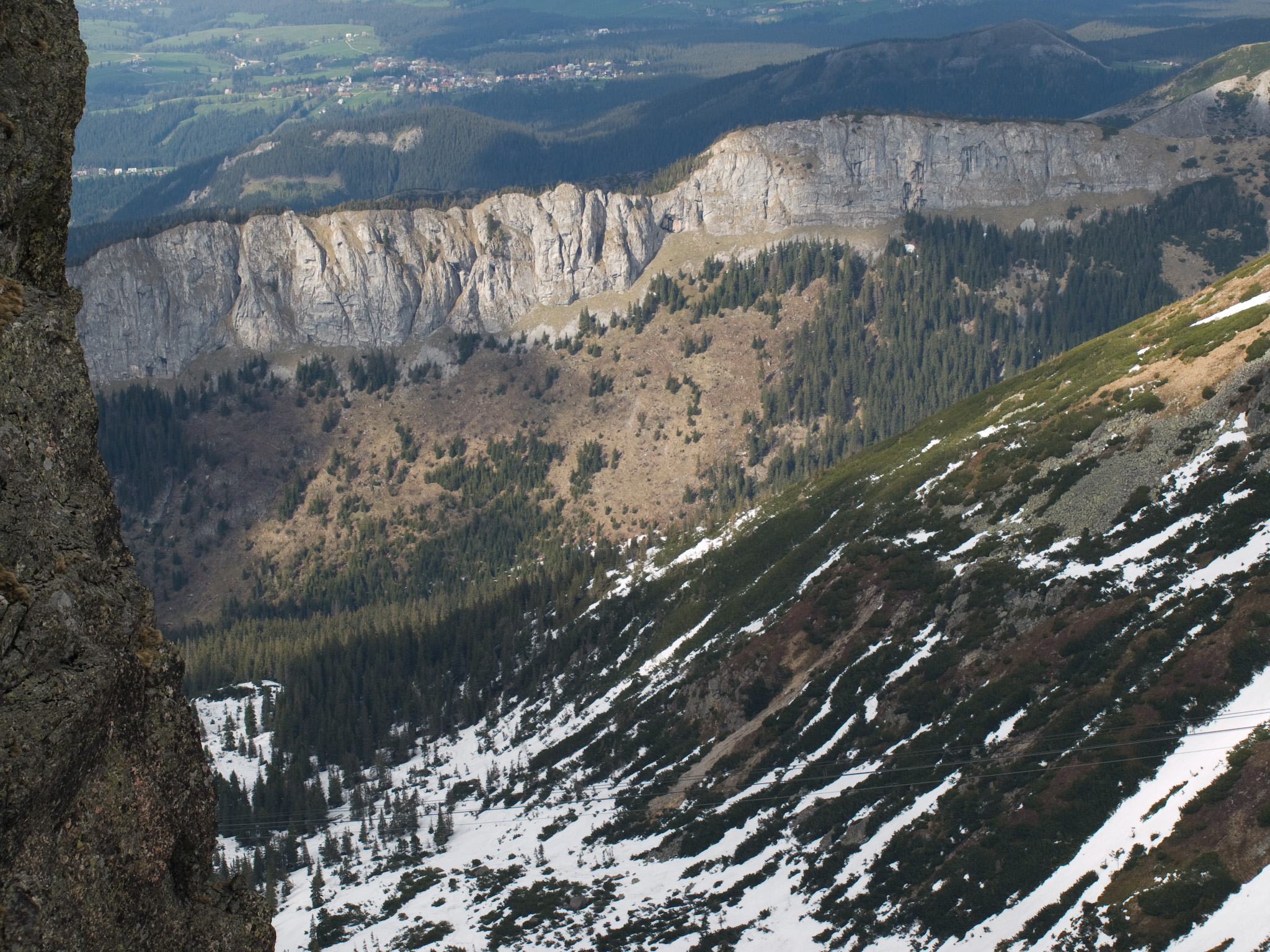
Dolina Sucha Kasprowa, w tyle Zawrat Kasprowy

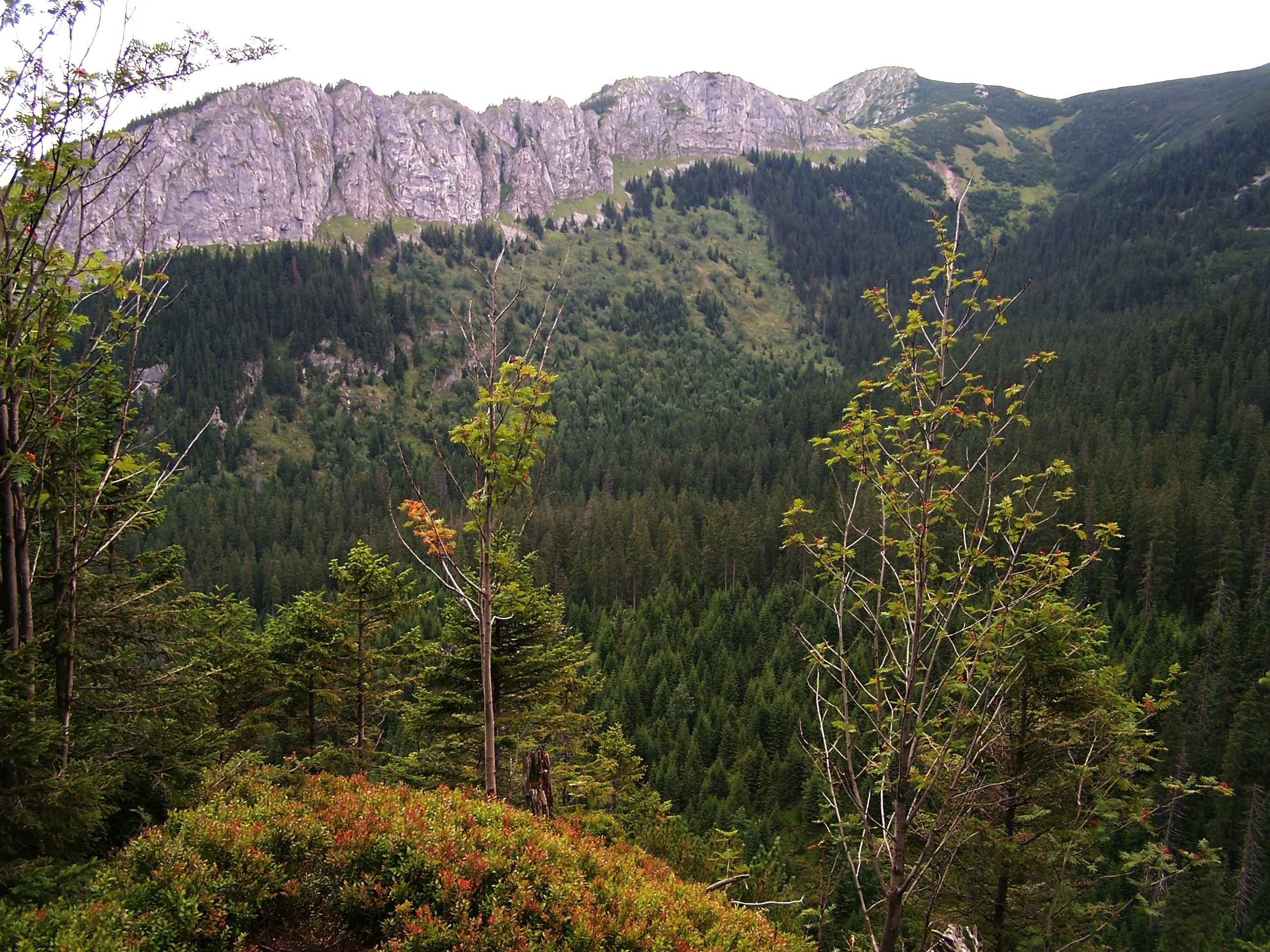
Zawrat Kasprowy, Kopa Magury i Stare Szałasiska

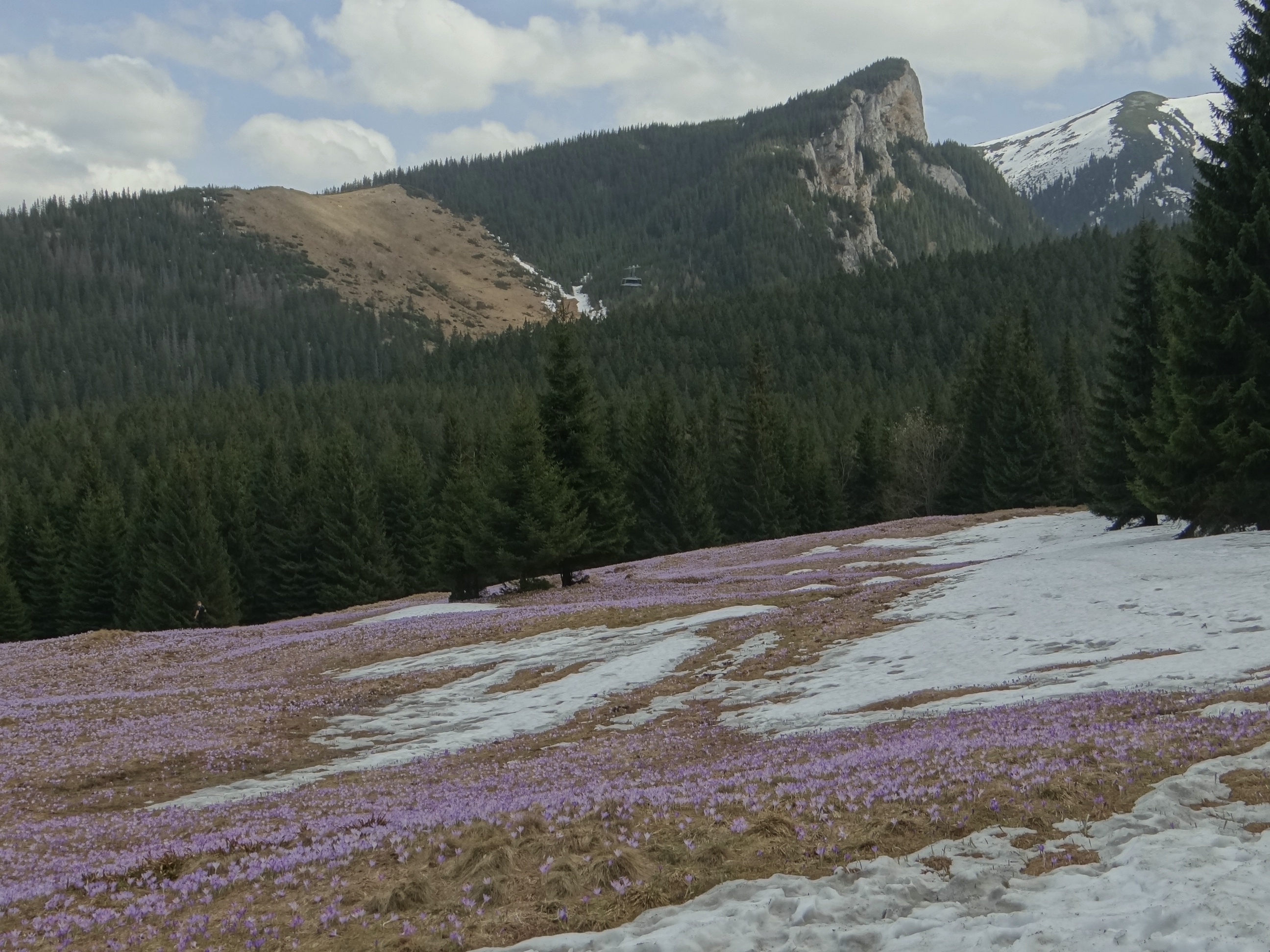
Widok na Zawrat Kasprowy z Kalatówek

Zawrat Kasprowy lub Jaworzyńskie Turnie – fragment północno-zachodniej grani Kopy Magury w polskich Tatrach Zachodnich.

## Nazewnictwo
Wielka encyklopedia tatrzańska używa nazwy Jaworzyńskie Turnie, zaś nazwy Zawrat Kasprowy tylko do określenia części stoków: pionowego muru skalnego nad Doliną Kasprową. Według Władysława Cywińskiego obydwie nazwy są ludowego pochodzenia, na różnych mapach używane są zamiennie i oznaczają to samo: fragment grani. W praktyce przez taterników, ratowników i turystów dużo częściej używana jest nazwa Zawrat Kasprowy.

## Opis
Zawrat Kasprowy oddziela Jaworzynkę od Doliny Kasprowej, a dokładniej jej odnogi – Starych Szałasisk. Obejmuje odcinek grani od Jaworzyńskiej Przełęczy (1605 m) po Rówienki (1491 m). Jego najwyższy wierzchołek to Jaworzyńska Czuba (ok. 1625 m). Ma długość około 800 m. Zbudowany jest całkowicie ze skał wapiennych. Mniej więcej w środku długości znajduje się szerokie i płytkie wcięcie zwane Szerokim Siodłem (ok. 1575 m). Do doliny Jaworzynki opada spod niego żleb Szerokie. Stok opadający do Jaworzynki jest stromy (średnie nachylenie ok. 45%), ale całkowicie porośnięty lasem. Natomiast do Starych Szałasisk grań opada murem skalnym. Z rzadkich roślin stwierdzono występowanie goryczuszki lodnikowej – bardzo rzadkiej rośliny, w Polsce występującej tylko w Tatrach i to w nielicznych tylko miejscach (ok. 10 w całych polskich Tatrach).
W zboczach opadających do Jaworzynki znajdują się liczne jaskinie: Jaskinia Magurska, Dziura pod Jaskinią Magurską, Schron nad Przełączką, Schronisko Jasne w Czubie Jaworzyńskiej, Jaskinia w Czubie Jaworzyńskiej, Jaskinia Partyzancka I, Jaskinia Partyzancka II, a także kilkanaście małych jaskiń, z których cztery stanowią od wielu lat gawry niedźwiedzi. Są to: Dziura z Gawrą, Gawra pod Granią, Siwa Nyża i Gawra nad Jaworzynką.

## Taternictwo
Opadający do Starych Szałasisk mur skalny ma wysokość 35–110 m, jest jednolity i nie ma w nim żadnych „słabych punktów”. Ściany są pionowe, miejscami występują nawet przewieszki. Poprowadzono tutaj około 30 dróg wspinaczkowych o dużych trudnościach, większość w stopniu VI–VII skali trudności dróg skalnych, ale jedna ma stopień VIII. Opisuje je szczegółowo Władysław Cywiński w szczegółowym przewodniku Tatry (tom 13). Wspinaczka tutaj jest jednak przez Tatrzański Park Narodowy zabroniona.